# سالباخ هینترگلم
سالباخ هینترگلم (به آلمانی: Saalbach-Hinterglemm) یک منطقهٔ مسکونی در اتریش است که در ناحیه تسل آم زه واقع شده‌است. سالباخ هینترگلم ۱٬۸۶۳ نفر جمعیت دارد.